# Seznam
Seznam (litt. « répertoire ») est un portail web et un moteur de recherche tchèque, lancé en 1996. En novembre 2020, c'est le troisième site le plus visité en Tchéquie.